# یواس‌اس لودستون (ای‌دی‌جی-۸)
یواس‌اس لودستون (ای‌دی‌جی-۸) (به انگلیسی: USS Lodestone (ADG-8)) یک کشتی بود که طول آن ۱۸۴ فوت ۶ اینچ (۵۶٫۲۴ متر) بود. این کشتی در سال ۱۹۴۳ ساخته شد.